# Мавзолей на Александър I Батенберг
Мавзолеят на Александър I Батенберг е гробницата на първия след Освобождението български княз Александър I Батенберг. Сградата се намира на булевард „Васил Левски“ №81 в София.

## Архитектура
Мавзолеят е построен през 1897 година по проект на швейцарския архитект Хайнрих Майер и има площ 80 m2 и височина 11 m. Гробницата е еднокуполна, в стил неокласицизъм и късен барок. Оформена е симетрично с четири аркирани ниши. Куполът на сградата завършва с месингова корона.
Интериорът е украсен от известния български художник Харалампи Тачев. Саркофагът е изработен от карарски мрамор, а на стената зад него е поставен барелеф на Александър I Батенберг. На стените са изписани имената на местата, където са се водили най-важните битки през Сръбско-българската война (1885), когато българската армия, предвождана от княз Александър Батенберг, печели решаващи победи. Изписани са годините на раждането и смъртта, както и на управлението на княза.

## История
След смъртта на княз Александър I Батенберг през октомври 1893 г. в Грац Народното събрание на Княжество България приема решение той да бъде погребан в България, каквото е и неговото желание. Тленните му останки са положени в ротондата „Св. Георги“ в София, докато се построи мавзолей. Строежът на мавзолея започва през 1895 г. и завършва през 1897 г. На 3 януари 1898 г. тленните останки на княза са положени в него, под подовата плоча на гробницата, а отгоре е поставен символичен саркофаг от полиран мрамор.
През 1937 година неговата съпруга графиня Йохана Лойзингер дарява на Главния военен музей лични вещи и документи на бившия княз, като част от тях са изложени в мавзолея.
През 1946 година сградата е затворена за посетители (по нареждане на комунистическата власт), вещите са предадени на Военно-историческия музей, а короната е демонтирана. След 1991 г. мавзолеят отново е отворен. Обявен е за национална историческа и художествена ценност. Управлява се от Регионалния исторически музей – София.

## Галерия
- Гербът над входа
- Мавзолеят отвътре
- Задната страна на Мавзолея